# Vietnamesischer Fußballpokal
Der Vietnamesische Fußballpokal (Giải bóng đá Cúp Quốc gia), auch National Cup genannt, ist ein nationaler vietnamesischer Fußballwettbewerb. Der Pokalwettbewerb, der seit 1992 ausgetragen wird, wird von der Vietnam Football Federation organisiert.

## Sieger
| Jahr    | Sieger                                                                             | Ergebnis                                                                           | Finalist                                                                           | Stadion                                                                            |
| ------- | ---------------------------------------------------------------------------------- | ---------------------------------------------------------------------------------- | ---------------------------------------------------------------------------------- | ---------------------------------------------------------------------------------- |
| 1992    | Cảng Sài Gòn                                                                       | 1:1 (n. V.), 5:4 (n. E.)                                                           | Câu lạc bộ Quân Đội                                                                | Thống Nhất Stadium                                                                 |
| 1993    | Quảng Nam - Đà Nẵng                                                                | 2:1                                                                                | Vietnam Railway                                                                    | Chi Lăng Stadium                                                                   |
| 1994    | Sông Bé                                                                            | 1:0                                                                                | Quảng Nam - Đà Nẵng                                                                | Thống Nhất Stadium                                                                 |
| 1995    | Hải Phòng Police                                                                   | 1:                                                                                 | Công an Hà Nội                                                                     | Hàng Đẫy Stadium                                                                   |
| 1996    | Hải Quan FC                                                                        | 0:0 (n. V.), 6:5 (n. E.)                                                           | Cảng Sài Gòn                                                                       | Thống Nhất Stadium                                                                 |
| 1997    | Hải Quan FC                                                                        | 3:0                                                                                | Cảng Sài Gòn                                                                       | Chi Lăng Stadium                                                                   |
| 1998    | Công an Thành Phố                                                                  | 2:0                                                                                | Hải Quan FC                                                                        | Thống Nhất Stadium                                                                 |
| 2000    | Cảng Sài Gòn                                                                       | 2:1                                                                                | Công an Thành Phố                                                                  | Thống Nhất Stadium                                                                 |
| 2001    | Công an Thành Phố                                                                  | 2:1                                                                                | Công an Hà Nội                                                                     |                                                                                    |
| 2002    | P. Sông Lam Nghệ An                                                                | 1:0                                                                                | Thừa Thiên – Huế                                                                   |                                                                                    |
| 2003    | Pisico Bình Định                                                                   | 2:1                                                                                | Đông Á Bank                                                                        | Vinh Stadium                                                                       |
| 2004    | Pisico Bình Định                                                                   | 2:                                                                                 | Câu lạc bộ Quân Đội                                                                | Vinh Stadium                                                                       |
| 2005    | Đồng Tâm Long An                                                                   | 5:0                                                                                | Hải Phòng FC                                                                       | Long An Stadium                                                                    |
| 2006    | Hòa Phát Hà Nội FC                                                                 | 2:1                                                                                | Đồng Tâm Long An                                                                   |                                                                                    |
| 2007    | Đạm Phú Mỹ Nam Định                                                                | 1:0                                                                                | Pisico Bình Định                                                                   |                                                                                    |
| 2008    | Hà Nội ACB                                                                         | 1:0                                                                                | Becamex Bình Dương                                                                 |                                                                                    |
| 2009    | SHB Đà Nẵng                                                                        | 1:0                                                                                | Thể Công                                                                           | Hàng Đẫy Stadium                                                                   |
| 2010    | Sông Lam Nghệ An                                                                   | 1:0                                                                                | Hoàng Anh Gia Lai                                                                  | Thống Nhất Stadium                                                                 |
| 2011    | Navibank Sài Gòn FC                                                                | 3:0                                                                                | Sông Lam Nghệ An                                                                   | Thống Nhất Stadium                                                                 |
| 2012    | Sài Gòn Xuân Thành                                                                 | 4:1                                                                                | Hà Nội T&T                                                                         | Thống Nhất Stadium                                                                 |
| 2013    | Vissai Ninh Bình FC                                                                | 1:1 (n. V.), 6:5 (n. E.)                                                           | SHB Đà Nẵng                                                                        | Chi Lăng Stadium                                                                   |
| 2014    | Hải Phòng FC                                                                       | 2:0                                                                                | Becamex Bình Dương                                                                 | Lạch Tray Stadium                                                                  |
| 2015    | Becamex Bình Dương                                                                 | 4:2                                                                                | Hà Nội T&T                                                                         | Gò-Đậu-Stadion                                                                     |
| 2016    | CLB Than Quảng Ninh                                                                | 4:4 (H) 2:1 (R)                                                                    | Hà Nội T&T                                                                         | Cẩm Phả Stadium Hàng Đẫy Stadium                                                   |
| 2017    | Sông Lam Nghệ An                                                                   | 2:1 (H) 5:1 (R)                                                                    | Becamex Bình Dương                                                                 | Gò-Đậu-Stadion Vinh Stadium                                                        |
| 2018    | Becamex Bình Dương                                                                 | 3:1                                                                                | FLC Thanh Hóa                                                                      | Tam Kỳ Stadium                                                                     |
| 2019    | Hà Nội FC                                                                          | 2:1                                                                                | Quảng Nam FC                                                                       | Tam Kỳ Stadium                                                                     |
| 2020    | Hà Nội FC                                                                          | 2:1                                                                                | Viettel FC                                                                         | Hàng-Đẫy-Stadion                                                                   |
| 2021    | Der Wettbewerb wurde nach der ersten Runde wegen der COVID-19-Pandemie abgebrochen | Der Wettbewerb wurde nach der ersten Runde wegen der COVID-19-Pandemie abgebrochen | Der Wettbewerb wurde nach der ersten Runde wegen der COVID-19-Pandemie abgebrochen | Der Wettbewerb wurde nach der ersten Runde wegen der COVID-19-Pandemie abgebrochen |
| 2022    | Hà Nội FC                                                                          | 2:0                                                                                | Bình Định FC                                                                       | Hàng-Đẫy-Stadion                                                                   |
| 2023    | FC Thanh Hóa                                                                       | 0:0 (n. V.), 5:3 (n. E.)                                                           | Viettel FC                                                                         | Thanh-Hóa-Stadion                                                                  |
| 2023/24 | FC Thanh Hóa                                                                       | 0:0 (n. V.), 9:8 (n. E.)                                                           | Hà Nội FC                                                                          | Thanh-Hóa-Stadion                                                                  |
| 2024/25 | Công An Hà Nội FC                                                                  | 5:0                                                                                | Sông Lam Nghệ An                                                                   | Vinh Stadium                                                                       |

## Rangliste
| Mannschaft                              | Sieger | Jahr             | 2. Platz | Jahr                   |
| --------------------------------------- | ------ | ---------------- | -------- | ---------------------- |
| Hà Nội FC                               | 3      | 2019, 2020, 2022 | 4        | 2012, 2015, 2016, 2024 |
| Becamex Bình Dương/Sông Bé              | 3      | 1994, 2015, 2018 | 3        | 2008, 2014, 2017       |
| CLB Sông Lam Nghệ An                    | 3      | 2002, 2010, 2017 | 2        | 2011, 2025             |
| Hồ Chí Minh City/Cảng Sài Gòn           | 2      | 1992, 2000       | 3        | 1994, 1996, 1997       |
| Pisico Bình Định                        | 2      | 2003, 2004       | 2        | 2007, 2022             |
| Hải Quan FC                             | 2      | 1996, 1997       | 1        | 1998                   |
| SHB Đà Nẵng                             | 2      | 1993, 2009       | 1        | 2013                   |
| Hải Phòng FC                            | 2      | 1995, 2014       | 1        | 2005                   |
| Công an Thành Phố                       | 2      | 1998, 2001       | 1        | 2000                   |
| FLC Thanh Hóa                           | 2      | 2023, 2024       | 1        | 2018                   |
| Hà Nội ACB                              | 1      | 2008             | 2        | 1995, 2001             |
| Đồng Tâm Long An                        | 1      | 2005             |          | -                      |
| Hòa Phát Hà Nội FC                      | 1      | 2006             |          | -                      |
| Đạm Phú Mỹ Nam Định                     | 1      | 2007             |          | -                      |
| Navibank Sài Gòn FC                     | 1      | 2011             |          | -                      |
| Sài Gòn Xuân Thành                      | 1      | 2012             |          | -                      |
| Vissai Ninh Bình FC                     | 1      | 2013             |          | -                      |
| CLB Than Quảng Ninh                     | 1      | 2016             |          | -                      |
| Công An Hà Nội FC                       | 1      | 2025             |          | -                      |
| Câu lạc bộ Quân Đội/Thể Công/Viettel FC | -      |                  | 4        | 1992, 2004, 2009, 2020 |
| Vietnam Railway                         | -      |                  | 1        | 1993                   |
| Thừa Thiên – Huế                        | -      |                  | 1        | 2002                   |
| Hoàng Anh Gia Lai                       | -      |                  | 1        | 2010                   |
| CLB Quảng Nam                           | -      |                  | 1        | 2019                   |